# قسطنطينوس كالمنوس
ولد بين 1137 و1145 و توفي بعد 1173 كان حاكم بيزنطي لمدينة قيليقية.
عينه الإمبراطور مانويل كومنينوس كحاكم لقيليقية سنة 1163 ناشدته كونستانس أميرة أنطاكية من سحب قوة ابنها بوهمند الثالث الذي أصبح حاكما لأنطاكية لكن الشائعات التي أثارتها أدت إلى نفيها من أنطاكية.
تحالف مع بوهيمند الثالث فيما بعد في مواجهة نور الدين زنكي في معركة حارم سنة 1164 و التي انتهت بهزيمتهم و أدت إلى أسره و أطلق سراحه فيما بعد سنة 1166 نظرا لحرص نور الدين على علاقة جيدة مع الإمبراطور البيزنطي.
شهد عهده العديد من المعارك مع ملخ أمير أرمينيا الصغرى و ألقي القبض عليه من قبله سنة 1170.